# Édouard de Verneuil
Philippe Édouard Poulletier de Verneuil, mais conhecido como Édouard de Verneuil, (Paris, 13 de fevereiro de 1805 — Paris, 29 de maio de 1873) foi um paleontólogo francês. Foi laureado com a medalha Wollaston de 1853, concedida pela Sociedade Geológica de Londres.

## Obras
- "Mémoire géologique sur la Crimée" (com d'Archiac, Paris 1837);
- "Mémoire sur les fossiles des bords du Rhin" (Paris 1842);
- Beiträge zur Geology of Russia (com Roderick Impey Murchison e Alexander Keyserling, Londres 1845; Stuttgart 1848).